# Anomalacanthimyia divaricata
Anomalacanthimyia divaricata är en tvåvingeart som först beskrevs av James 1978.  Anomalacanthimyia divaricata ingår i släktet Anomalacanthimyia och familjen vapenflugor. Inga underarter finns listade i Catalogue of Life.